# منطقه اختصاصی سرخپوستی ویند ریور

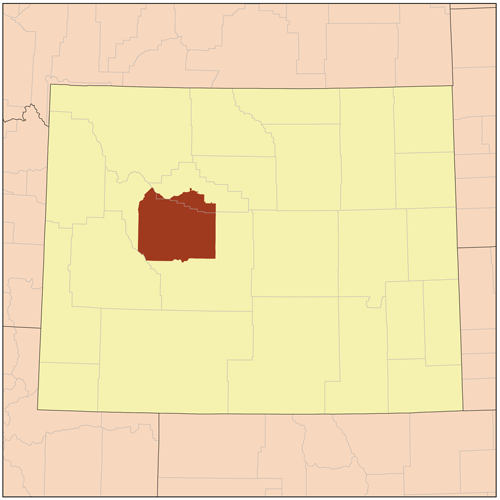
محل ویند ریور رزرو سرخپوستان در ایالت وایومینگ

منطقه اختصاصی سرخپوستی ویند ریور منطقه اختصاصی سرخپوستان است که برای قبایل شوشون شرقی و سرخ‌پوستان ایالات متحده آمریکا آرپاهو شمالی در بخش مرکزی و غربی و بخشی ایالت وایومینگ ساخته شده‌است. این منطقه اختصاصی هفتمین منطقه اختصاصی سرخپوستان در ایالات متحده است که شامل بر زمینی به مساحت ۳٬۴۷۳٫۲۷۲ مایل مربع (۸٬۹۹۵٫۷۳۳ کیلومتر مربع) یا زمنطقه آبی و خشکی به وسعت ۳٬۵۳۲٫۰۱۰ مایل مربع (۹٬۱۴۷٫۸۶۴ کیلومترمربع) می‌باشد. این منطقه به تنهایی در برگیرنده بیش از یک سوم از بخش فرمونت و بیش از یک پنجم از شهرستان هات اسپرینگ است.
منطقه اختصاصی در حوزه آبریز رودخانه ویدند واقع شده و توسط رشته کوه ویند ریور، اول کریک و کوه آبساروک احاطه شده‌است. در سرشماری سال ۲۰۰۰ جمعیت این منطقه ۴۰٬۲۳۷ گزارش شده‌است. بزرگترین شهر آن ریورتون است. مرکز قبیله ای آن در فورت واشاکی قرار دارد. کازینو شوشون رز (شوشون شرقی) و کازینو ویند ریور و کازینو ویند ریور کوچک و کازینو ۷۸۹ اسموک شاپ (تمام آرپاهو شمالی) تنها کازینوهای وایومینگ می‌باشند.

## نگارخانه

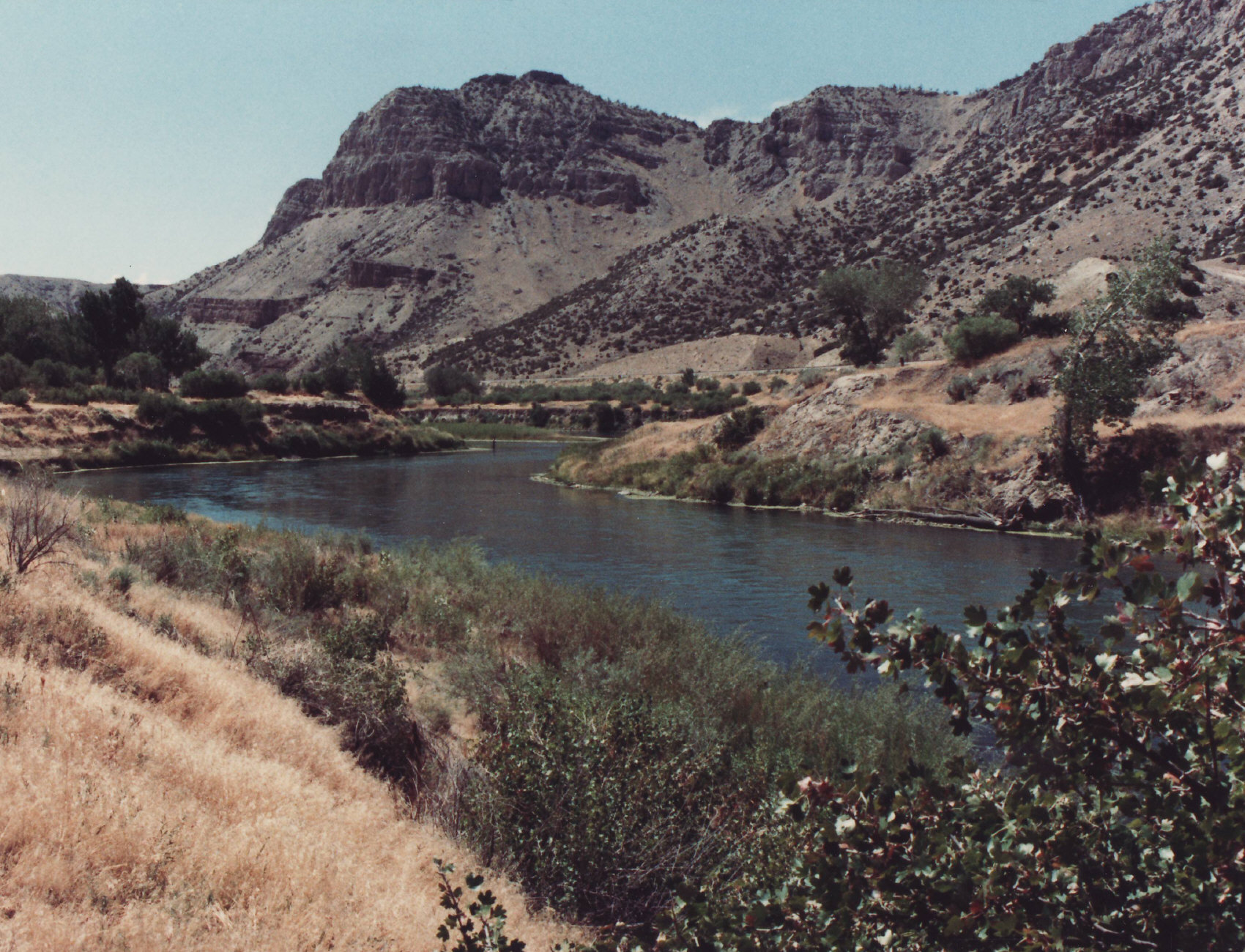
رودخانه وایومینگ در ویند ریور ایندین رزرو
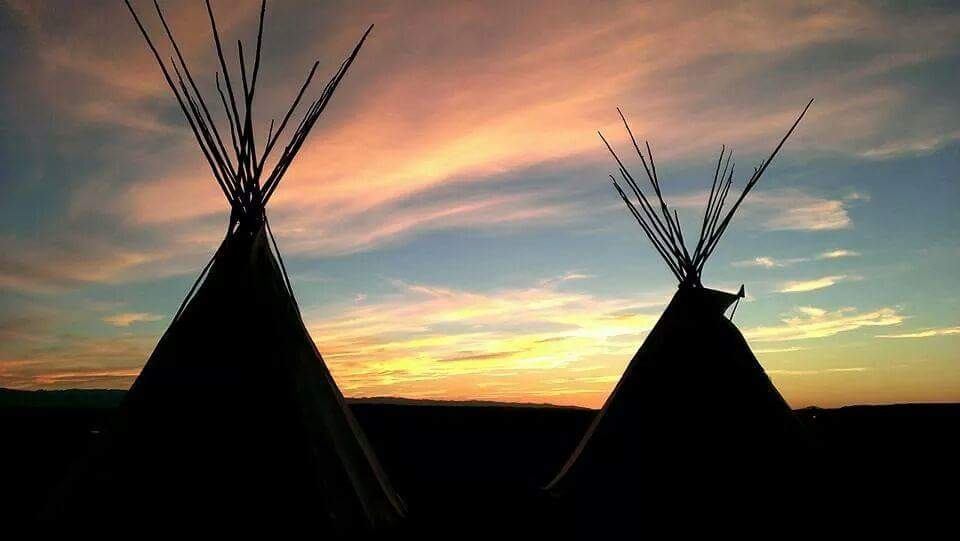
غروب آفتاب در ویند ریور رزرو.
پرچم قبیله آرپاهو شمالی